# NGC 1367
NGC 1367 في الفهرس العام الجديد، هي مجرة، تقع في كوكبة الكور. اكتشفت في 17 نوفمبر 1784 بواسطة ويليام هيرشل.

## روابط خارجية
- NGC 1367 على موقع ويكي سكاي: DSS2, SDSS, GALEX, IRAS, Hydrogen α, X-Ray, Astrophoto, Sky Map, Articles and images